# Palacio de Velázquez
El Palacio de Velázquez se encuentra situado en el parque del Retiro de la ciudad española de Madrid. Fue construido entre los años 1881 y 1883 con motivo de la celebración de la Exposición Nacional de Minería llevada a cabo en la ciudad entre los meses de mayo y noviembre de 1883. El arquitecto Ricardo Velázquez Bosco, de quien toma el nombre el palacio, dirigió el proyecto entre los que participaron Alberto del Palacio, ingeniero, y Daniel Zuloaga, ceramista.

## Características
Se trata de un edificio cubierto con bóvedas de hierro acompañadas de cristal que permiten iluminar las salas naturalmente, y está inspirado en el Crystal Palace de Londres. Con unas dimensiones de 73,80 por 28,75 metros fue construido en ladrillos de dos tonos, el cerramiento exterior del edificio se realizó en ladrillo recocho de Zaragoza 
, así como con azulejos de la Real Fábrica de La Moncloa.
El edificio fue concebido para que una vez finalizada la exposición de 1883, pudiese albergar otra actividad en vez de derribarlo. En 1887 fue aprovechado para la Exposición de Filipinas que se celebró en el Retiro, y una vez finalizada la exposición, ese mismo año, el gobierno lo destinó a Museo de Ultramar. Actualmente pertenece al Ministerio de Cultura, y se encuentra dedicado a sala de exposiciones temporales del Museo Nacional Centro de Arte Reina Sofía.
En 2005 se cerró para acometer obras de restauración y conservación. En 2010 reabrió sus puertas con una exposición dedicada a Antoni Miralda.

## Galería de imágenes

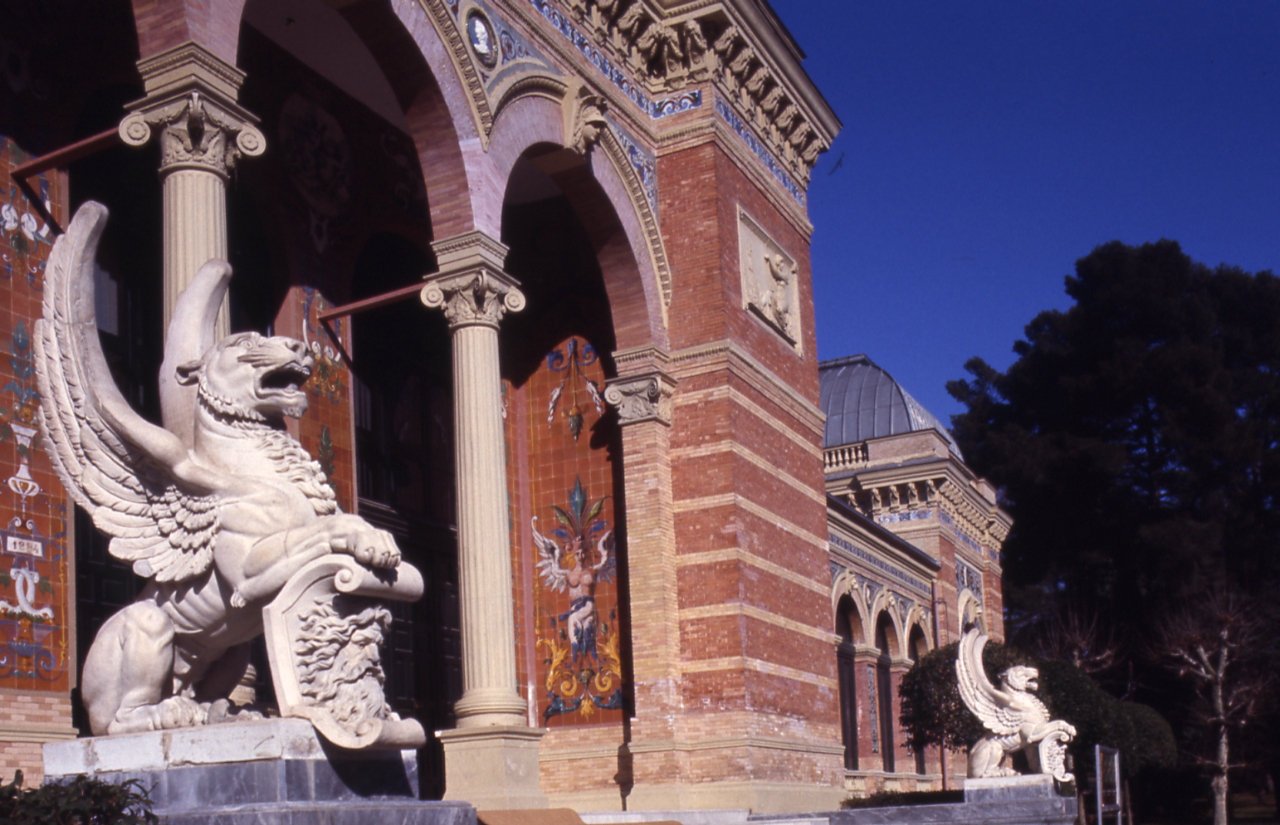
Entrada principal
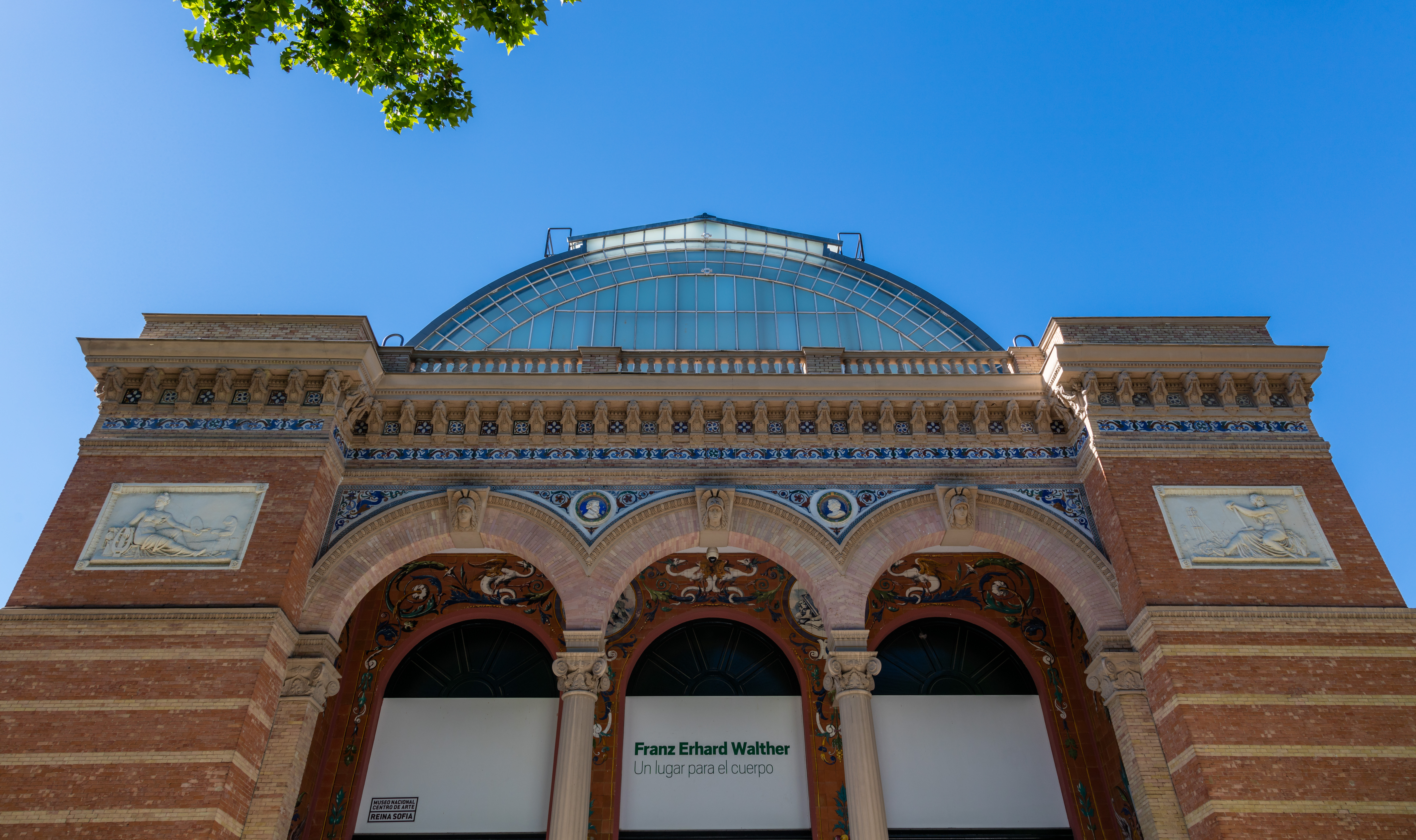
Fachada desde la entrada
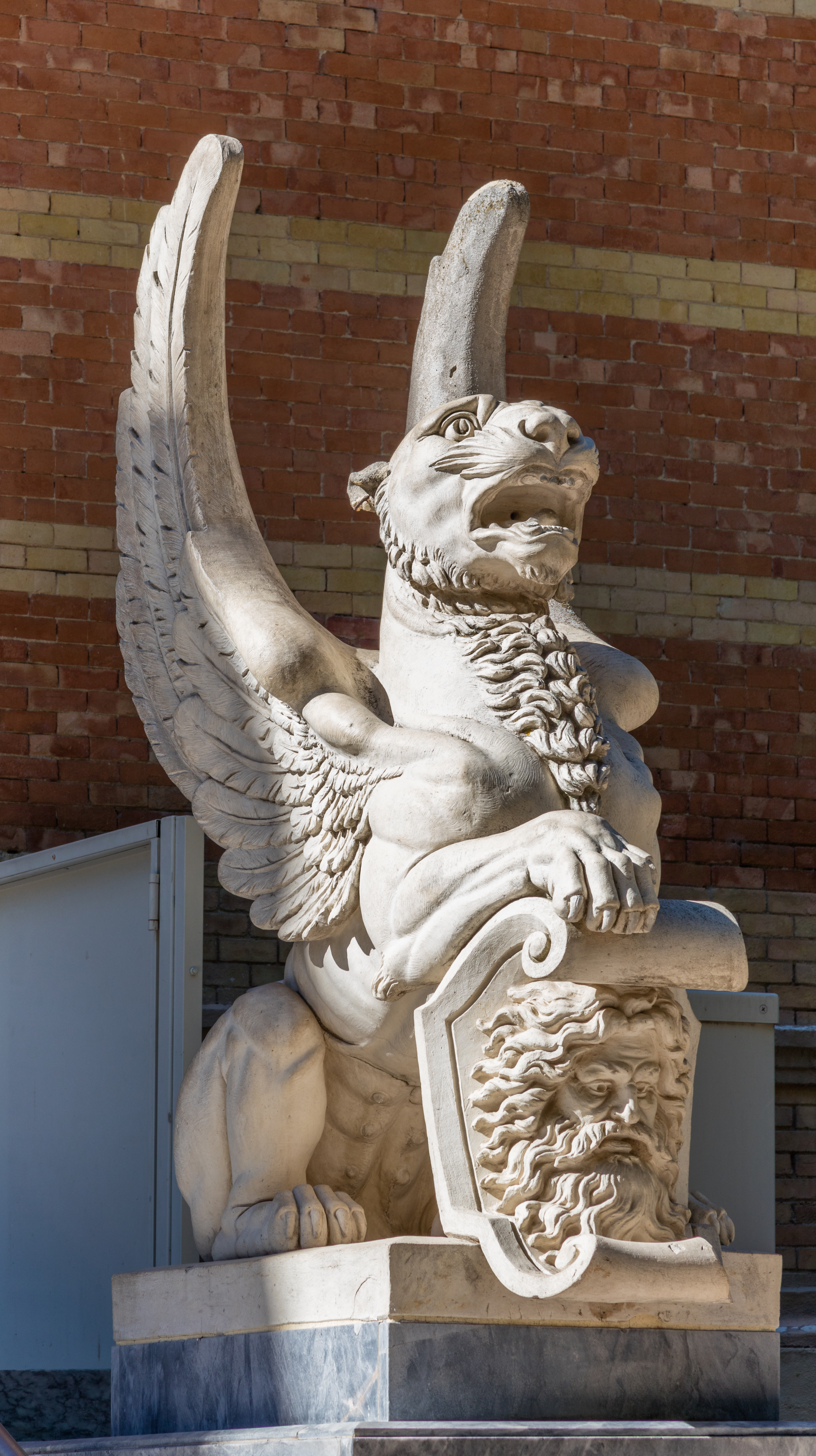
León alado
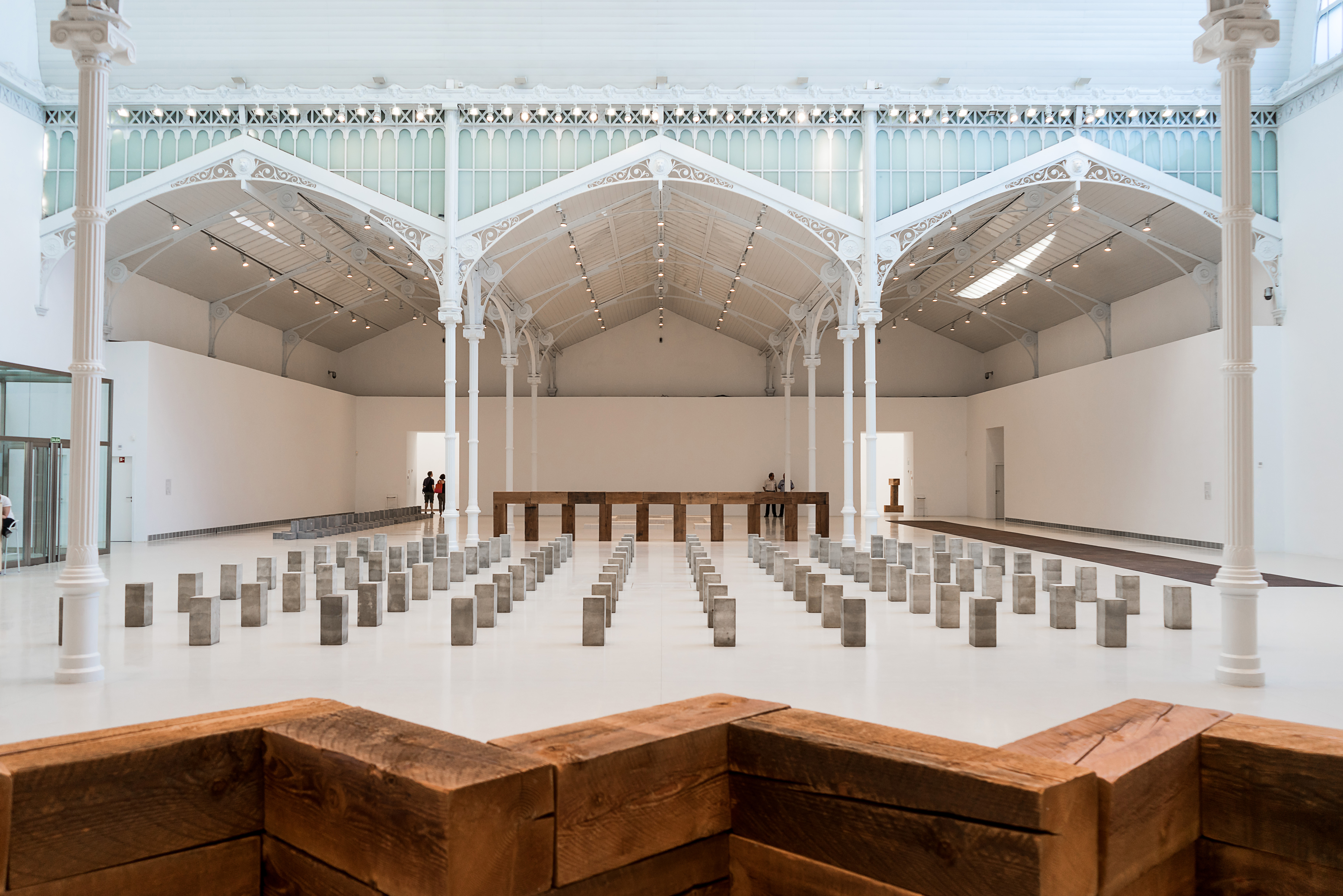
Vista del interior
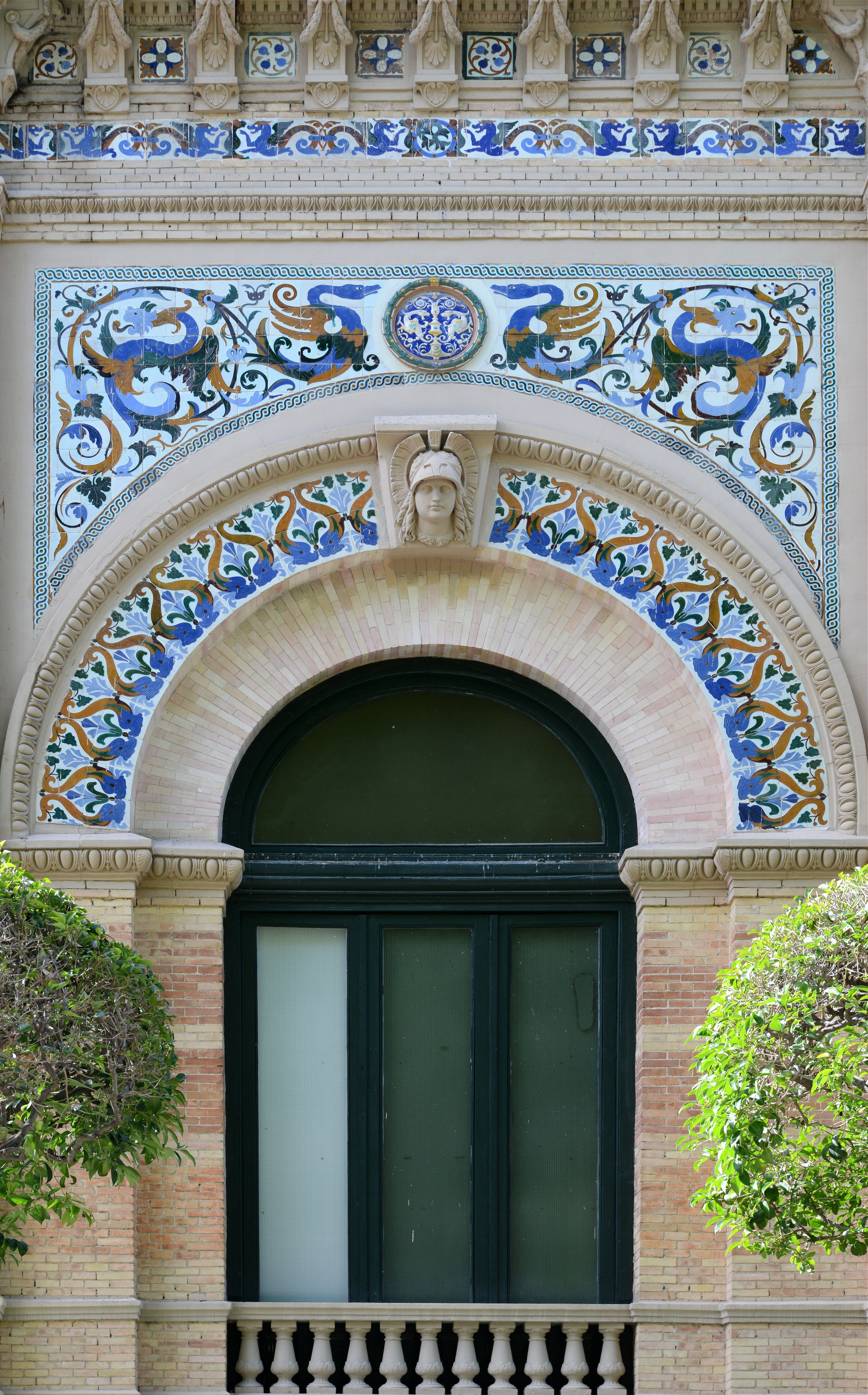
Detalle de un balcón